# Walton (wieś)
Walton – wieś w Stanach Zjednoczonych, w stanie Nowy Jork, w hrabstwie Delaware.